# Meniscomorpha romata
Meniscomorpha romata là một loài tò vò trong họ Ichneumonidae.